# Progarypus marginatus
Progarypus marginatus är en spindeldjursart som beskrevs av Beier 1964. Progarypus marginatus ingår i släktet Progarypus och familjen Olpiidae. Inga underarter finns listade i Catalogue of Life.